# Mars Simulation Project
The Mars Simulation Project је пројекат слободног софтвера писан у програмском језику јава зарад симулирања процеса људског насељавања планете Марс.